# Ceratinia poeciloides
Ceratinia poeciloides är en fjärilsart som beskrevs av Riley 1919. Ceratinia poeciloides ingår i släktet Ceratinia och familjen praktfjärilar. Inga underarter finns listade i Catalogue of Life.